# アリンガイ駅
アリンガイ駅 (フィリピン語: Estasyong Aringay)は、ラウニオン州アリンガイに存在したフィリピン国鉄北方本線の鉄道駅。

## 歴史
駅は1912年7月30日に開業した。
開業後はベンゲット州バギオに向かう支線の建設が計画されアリンガイから12㎞の場所までトンネルや橋が建設されていたものの、敷設権料や人件費など資金繰りが悪化し第1次世界大戦が発生したこともあり1914年に未成のまま放棄されている。トンネルは第2次世界大戦中に日本軍に使用され、山下財宝などの都市伝説と結びつけられることもあった。
駅は1983年にサンフェルナンドU-ダグパン間の運用停止とともに運用が終了した。
2014年時点でも駅舎は残っており、路線の権利はフィリピン国鉄が所有している。

## 註釈
1. 1 2  “The saga of Aringay rail line”. inquirer.net (2014年11月16日). 2020年7月11日閲覧。